# WHYNOT — The Dancer
WHYNOT — The Dancer (hangul: 더 댄서, RR: Deo daenseo), es un programa de baile surcoreano estrenado el 5 de mayo del 2018 a través de JTBC4.

## Formato
Los integrantes, quienes son los bailarines principales en su grupo, viajaran por el mundo y visitan a un coreógrafo, ahí aprenden una elaborada coreografía y de regreso en Corea del Sur ellos deben reclutar a un grupo idol para que la ejecute.

## Reparto

### Miembros
| Nombre       | Ocupación                          | No. de Episodios | Duración |
| ------------ | ---------------------------------- | ---------------- | -------- |
| Lee Gi-kwang | Cantante / Miembro de HIGHLIGHT    | 8                | 2018     |
| Lee Tae-min  | Cantante / Miembro de SHINee       | 8                | 2018     |
| Eunhyuk      | Cantante / Miembro de Super Junior | 8                | 2018     |

### Invitados
| Nombre          | Ocupación                   | No. de Episodios | Duración |
| --------------- | --------------------------- | ---------------- | -------- |
| Lia Kim         | Coreógrafa                  | -                | 2018     |
| Park Joon-hyung | Cantante / Miembro de g.o.d | -                | 2018     |
| Park Ji-sung    | Cantante / Miembro de NCT   | -                | 2018     |

### Apariciones especiales
| Nombre  | Ocupación | N.º de episodios | Duración |
| ------- | --------- | ---------------- | -------- |
| Gallant | Cantante  | 1                | 2018     |

## Episodios
El primer episodio del programa fue estrenado el 5 de mayo del 2018, posteriormente los episodios fueron emitidos todos los sábados a las 22:30 (KST).

## Producción
El programa también es conocido como "The Dancer".
El programa es dirigido por Kim Hak-jun, Park Ji-suk, Kim Da-seul, Kang Kyeong-min, Lee Sang-kyu, Ahn Hyun-jin y Kim Seon-mi.
Quienes contaron con el apoyo de los escritores Park Won-woo, Lee Su-ryeon, Park Hye-jin, Park Hye-ri, Kang Ye-seul y Ryu Hyun-kyeong.
El programa es producido por "Studio Lululala" y emitido a través de JTBC4.